# Thomas Liddell (1er baron Ravensworth)
Thomas Henry Liddell, 1er baron Ravensworth (8 février 1775 – 7 mars 1855), connu sous le nom de  Thomas Liddell, 6e baronnet, de 1791 à 1821, est un pair britannique et un politicien conservateur.

## Jeunesse
Liddell est le fils de Henry Liddell, 5e baronnet et de son épouse Elizabeth Steele, fille de Thomas Steele de Hampsnett. Son frère cadet, Henry Liddell, recteur d'Easington (1787-1872), est père d'un jeune cadet, Henry Liddell, coauteur (avec Robert Scott) de l'œuvre monumentale Un lexique grec-anglais, et père d'Alice qui inspire Alice à Pays des merveilles.

## Carrière
Il succède à son père comme baronnet et dans les domaines familiaux de Ravensworth Castle (en) et Eslington Park, ainsi que dans de vastes exploitations minières en 1791. Il est haut-shérif de Northumberland en 1804 et est député conservateur du comté de Durham entre 1806 et 1807. Le 17 juillet 1821, il est élevé à la pairie comme baron Ravensworth, du château de Ravensworth, dans le comté de Durham, et du parc Eslington, dans le comté de Northumberland.
À Ravensworth, il démolit l'ancienne maison de 1724 en 1808 et la remplace par un important manoir de style gothique conçu par l'architecte John Nash. Il emploie George Stephenson à partir de 1804 dans sa mine de Killingworth et l’encourage et financé dans le développement de l’énergie à vapeur, essentielle pour l’amélioration de l’efficacité des wagons qui transportaient le charbon de la fosse à la rivière Tyne.

## Vie privée
Le 26 mars 1796, Thomas épouse Maria Susannah Simpson (1773-1845). Elle est une fille de John Simpson, de Bradley Hall, comté de Durham, et Anne Lyon. Ses grands-parents maternels sont Thomas Lyon (8e comte de Strathmore et Kinghorne) et Jean Nicholsen. Ensemble, ils ont douze enfants:
- Henry Liddell (1er comte Ravensworth) (1797-1878)[5]
- Maria Liddell (1798–1882), qui épouse Constantine Phipps (1er marquis de Normanby)[6]
- Thomas Liddell (1800-1856), qui épouse Caroline Elizabeth Barrington, fille de George Barrington (5e vicomte Barrington)[7]
- Anne Elizabeth Liddell (1801-1878), qui épouse Hedworth Williamson (7e baronnet) (en)[2]
- Jane Elizabeth Liddell (1804-1883), qui épouse William Barrington (6e vicomte Barrington)
- Elizabeth Charlotte Liddell (1807-1890), qui épouse Edward Ernest Villiers, fils de George Villiers et petit-fils de Thomas Villiers (1er comte de Clarendon)[8] Leur fille Edith Villiers épouse Robert Bulwer-Lytton, 1er comte de Lytton[9]
- Robert Liddell (1808-1888), qui épouse Emily Ann Charlotte Wellesley, fille de Gerald Wellesley et petite-fille de Garret Wesley (1er comte de Mornington)[10]
- Susan Liddell (1810-1886), qui épouse Charles Yorke (4e comte de Hardwicke)[11]
- George Liddell (1812-1888) (en), qui épouse Cecil Elizabeth Jane Wellesley, une autre fille de Gerald Wellesley et petite-fille de Garret Wesley, 1er comte de Mornington
- Charlotte Amelia Liddell (1814-1883), qui épouse le capitaine John Trotter de Dyrham Park
- Adolphus Frederick Octavious Liddell (1818-1885), qui épouse Frederica Elizabeth Lane-Fox, fille de George Lane-Fox et de Georgiana Henrietta Buckley. Georgiana est une petite-fille de John West (2e comte De La Warr)[12]
- Georgiana Liddell (en) (1822-1905), qui épouse John Bloomfield (2e baron Bloomfield)

Il meurt en mars 1855, à l'âge de 80 ans Son fils Henry lui succède, et est nommé comte de Ravensworth en 1874,.